# Кориелтаувы

Территория расселения кориелтаувов

Кориелтаувы (Corieltauvi, более известные как Coritani) — древнее племя в Британии до римского завоевания, и после романизации Британии. Их территория находилась на месте современного Восточного Мидленда, в округах Линкольншира, Лестершира, Ноттингемшира, Дербишира, Ратленда и Нортхемптоншира. Они граничили с Бригантами на севере, Корновиями на западе, Добуннами и Катувеллаунами на юге, и Иценами на востоке. Их главным городом был Реты (Ratae Corieltauvorum), известный сегодня как Лестер.

## Римский период
Кориелтаувы оказали римлянам небольшое или совсем никакого сопротивления, возможно приветствуя их как защитников против агрессивных соседей, таких как бриганты. Реты был захвачен римлянами в 44 году нашей эры, и IX Испанский легион были расквартирован там. Через территорию племени проходила римская дорога Фоссе-Уей (англ.) и ранняя граница римской области.

## Города и поселения
Основные города кориелаувов:
- Реты
- Линдум (ныне Lincoln)

Не идентифицированные местности:
- Драгонби (Dragonby)
- Слифорд (Old Sleaford)